# Finnö (Kökar, Åland)
Finnö med Flattö och Estholm är en ö i Åland (Finland). Den ligger i Skärgårdshavet och i kommunen Kökar i landskapet Åland, i den sydvästra delen av landet. Ön ligger omkring 57 kilometer öster om Mariehamn och omkring 220 kilometer väster om Helsingfors. Finnö är en av de större öarna centralt i Kökar. Öns area är 3,88 kvadratkilometer och dess största längd är 3,2 kilometer i öst-västlig riktning.

## Delöar och uddar
- Flattö 59°55′44″N 20°56′31″Ö / 59.92888°N 20.94199°Ö
- Ängholm 59°55′24″N 20°57′30″Ö / 59.92342°N 20.95837°Ö (udde)
- Holmen 59°54′52″N 20°55′28″Ö / 59.91458°N 20.92435°Ö (udde)
- Estholm 59°55′09″N 20°56′21″Ö / 59.91929°N 20.93911°Ö
- Runholm 59°55′54″N 20°55′03″Ö / 59.93153°N 20.91759°Ö (udde)
- Juponholm 59°55′46″N 20°57′30″Ö / 59.92955°N 20.95844°Ö (udde)
- Allmänholm 59°55′24″N 20°57′00″Ö / 59.9233°N 20.95008°Ö (udde)
- Stenvikholm 59°55′22″N 20°56′39″Ö / 59.92277°N 20.94416°Ö (udde)
- Rysskläpp 59°55′34″N 20°55′00″Ö / 59.92604°N 20.91664°Ö (udde)
- Österklobb 59°55′24″N 20°56′16″Ö / 59.92321°N 20.93788°Ö (udde)
- Klobben 59°55′13″N 20°54′47″Ö / 59.92028°N 20.91315°Ö (udde)
- Holmklobben 59°54′59″N 20°55′53″Ö / 59.91651°N 20.93152°Ö (udde)